# Zenit (Nachrichtenagentur)
Zenit ist eine privatrechtlich organisierte gemeinnützige internationale Nachrichtenagentur, die unter dem Motto „Die Welt von Rom aus gesehen“ vorrangig über Themen in Bezug zur römisch-katholischen Kirche berichtet. Dazu gehören neben Papst, Römische Kurie, Vatikan und Weltkirche auch internationale Politik, religiöse Ereignisse und Themen sowie Lebensschutz. Der Name Zenit nimmt ein altkirchliches Christussymbol auf. Die Nachrichtenagentur ist organisatorisch unabhängig von der Katholischen Kirche und ihren Einrichtungen.
Inhalte werden in den sieben Sprachen Spanisch, Englisch, Französisch, Deutsch, Portugiesisch, Italienisch und Arabisch veröffentlicht. Mehr als 50 Mitarbeiter sind in 12 Ländern tätig.

## Geschichte
Die Nachrichtenagentur Zenit wurde 1997 von Jesús Colina gegründet. Anfangs publizierte Zenit nur auf Spanisch. Dann folgten Ausgaben in weiteren Sprachen: ab Januar 1998 in Englisch, ab Januar 1999 in Französisch, ab Oktober 1999 in Deutsch, ab April 2003 in Portugiesisch, ab März 2004 in Italienisch und ab November 2006 in Arabisch.
Der Chefredakteur Colina bat bei der Gründung die Kongregation der Legionäre Christi, die Nachrichten seiner Agentur auf Übereinstimmung mit der katholischen Lehre zu überwachen. Seitdem galt Zenit als den Legionären Christi nahestehende Agentur. Der Orden unterstützte, ebenso wie die Organisation „Kirche in Not“ und die italienische Bischofskonferenz, Zenit mit großzügigen Spenden. Außerdem betrauten die Legionäre Christi Colina damit, ein Gespräch mit ihrem Gründer Marcial Maciel zu führen und zu publizieren. Das Buch erschien 2003 unter dem Titel Mi vida es Cristo (deutsche Ausgabe: Christus ist mein Leben, 2005) und stellte Maciel huldigend dar. Die Ordensleitung war damals über das kriminelle Doppelleben Maciels informiert, weihte aber Colina nicht ein.
Als die Verfehlungen Maciels ab 2006 öffentlich bekannt wurden, fühlte sich Colina hintergangen. Im September 2011 kam es zum Bruch. Die Ordensleitung drängte Colina zum Rücktritt. Kurz darauf traten auch die verantwortlichen Redakteure aller Ausgaben in den verschiedenen Sprachen zurück, mit Ausnahme der deutschsprachigen Ausgabe, bei der der Posten des verantwortlichen Redakteurs ohnehin nicht besetzt war.

## Organisation
Die Agentur ist gemeinnützig. Die Inhalte von Zenit werden nach eigenen Angaben von einer Million Medien weltweit genutzt und können für den Privatgebrauch kostenlos bezogen werden. Die Finanzierung erfolgt zu einem großen Teil durch Spenden von Lesern.
Herausgeber und Eigentümer ist die Innovative Media Inc., eine gemeinnützige Corporation des Bundesstaates New York mit Sitz in Alpharetta, Georgia. Innovative Media arbeitet mit mehreren nationalen Stiftungen und Vereinen zusammen:
- Fundación ZENIT España in Spanien
- Association ZENIT in Frankreich
- ZENIT e. V. in Lenggries, Deutschland
- Asociaçao ZENIT in Brasilien